# Centrocalia chazeaui
Espèce
Centrocalia chazeaui est une espèce d'araignées aranéomorphes de la famille des Lamponidae.

## Distribution
Cette espèce est endémique de Nouvelle-Calédonie. Elle se rencontre dans le parc provincial de la Rivière Bleue.

## Description
Le mâle holotype mesure 5,0 mm.

## Étymologie
Cette espèce est nommée en l'honneur de Jean Chazeau.

## Publication originale
- Platnick, 2000 : A relimitation and revision of the Australasian ground spider family Lamponidae (Araneae: Gnaphosoidea). Bulletin of the American Museum of Natural History, no 245, p. 1-330 (texte intégral).